# Chiknayakanhalli
Chiknayakanhalli is een dorp in het district Tumkur van de Indiase staat Karnataka. 

## Demografie
Volgens de Indiase volkstelling van 2001 wonen er 22.360 mensen in Chiknayakanhalli, waarvan 50,07% mannelijk en 49,93% vrouwelijk is. De plaats heeft een alfabetiseringsgraad van 70%. 